# Raach am Hochgebirge
Raach am Hochgebirge est une commune autrichienne du district de Neunkirchen en Basse-Autriche.